# Dennis Bovell
Dennis Bovell, né le 22 mai 1953 à Saint-Peter (Barbade) est un guitariste et bassiste de reggae, ainsi que producteur. Il était membre du groupe anglais de reggae Matumbi et a sorti un enregistrement de dub-raggae sous le pseudonyme « Blackbeard ». Il est principalement connu pour ses collaborations avec Linton Kwesi Johnson.

## Biographie
Bovell emménage avec sa famille au Sud de Londres à l'âge de douze ans. Il entre dans le milieu de la culture Jamaïcaine à ce moment-là, plus particulièrement dans le dub et monte son propre Sound System. Mais le groupe a des problèmes avec la justice et Bovell se retrouve emprisonné pendant six mois en détention provisoire et sera libéré après avoir fait appel. Bovell fut ami avec plusieurs futurs musiciens de rock pendant sa scolarité comme le claviériste Nick Straker ou le producteur Tony Mansfield, qui ont tous les deux travaillés avec Bovell par la suite.
Bovell a également travaillé comme ingénieur auprès de Dip Record, précurseur du label Lover's Rock et était impliqué dans la création du style lovers rock. Il est également connu pour avoir mélangé des rythmes discos et du reggae, comme dans la chanson « Silly Games » de Janet Kay.
Il a produit des albums de plusieurs artistes de différents genres comme l-Roy, The Thompson Twins, Sharon Shannon, Alpha Blondy, Bananarama, The Pop Group, Fela Kuti, The Slits, Orange Juice ou encore Madness. Il a collaboré avec le Linton Kwesi Johnson dans la plupart de son travail.
Bovell a également coécrit et coproduit la majorité des œuvres du chanteur de reggae anglais Bobby Kray.
En 1980, il écrit la musique pour le film Babylon de Franco Rosso. En 1983, la musique pour la série télévisée The Boy Who Won the Pools et en 2006 pour la série Global Revolution.

## Discographie
- Strictly Dub Wize (1978), Tempus - Sous le pseudonyme de "Blackbeard"
- I Wah Dub (1980), EMI/More cut - Sous le pseudonyme de "Blackbeard"
- Dub Conference (Winston Edwards & Blackbeard At 10 Downing Street) (1980), Studio 16 - avec Winston Edwards
- Brain Damage (1981), Fontana
- Audio Active (1986), Maving Target - en tant que Dennis Bovell and The Dub Band
- Dub Dem Silly (1993), Arawak
- Tactics (1994), LKJ
- Dub Of Ages (2003), LKJ
- All Over The World (2006)
- Dub Dem Silly Volume 2 (2006), Arawak - Dennis Bovell feat. Janet Kay
- Corean Jamaican Connection, Powerslave - Dennis Bovell et Yoonkee
- Dub Outside (2011), Double Six - Steve Mason & Dennis Bovell
- Mek it run (2012), Pressure Sounds

Compilations
- Dub Master (1993), Jamaican Gold
- Decibel : More cuts and Dubs 1976 - 1983 (2003), Pressure Sounds
- Vibravita -mas que mirar- (2010), Sonofotron Records